# Bernhard Liechtenauer
Bernhard Josef Karl Liechtenauer (* 16. Februar 1957 in Bayreuth) ist ein Generalmajor des Heeres der Bundeswehr und war seit dem 26. September 2019 bis zum 19. Oktober 2021 Amtschef des Amtes für Heeresentwicklung in Köln.

## Militärische Laufbahn

### Ausbildung und erste Verwendungen
Liechtenauer trat 1976 in den Dienst der Bundeswehr in Mittenwald beim Gebirgsjägerbataillon 221 ein, anschließend absolvierte er seine Offizierausbildung in Münster. Im Oktober 1978 wurde er an die Universität der Bundeswehr München versetzt und nahm das Studium der Wirtschafts- und Organisationswissenschaften auf. Während seines Studiums wurde er zum 1. Juli 1980 zum Leutnant ernannt.
Nach Beendigung der akademischen Ausbildung kehrte er im 1982 als Diplom-Kaufmann in die Truppe zurück und beim Panzergrenadierbataillon 103 in Ebern zunächst als Zugführeroffizier, später als Truppenfernmeldeoffizier eingesetzt. Am 1. Juli 1983 erfolgte seine Ernennung zum Oberleutnant. 1985 wurde er zum Panzergrenadierbataillon 62 nach Wolfhagen versetzt, wo er Kompaniechef wurde. Mit dieser Verwendung war auch die Beförderung zum Hauptmann am 9. Januar 1986 verbunden.

### Generalstabsausbildung und Dienst als Stabsoffizier
1990 bis 1992 absolvierte Liechtenauer den Generalstabslehrgang an der Führungsakademie der Bundeswehr in Hamburg. Im Anschluss daran wurde er nach Diez zur 5. Panzerdivision versetzt, wo er als Leiter der Stabsabteilung G2 diente. Am 6. Mai 1992 wurde er zum Major ernannt. Nach dieser Verwendung besuchte er von 1994 bis 1995 die italienische Generalstabsausbildung an der Scuola di Guerra und am Centro Alti Studi di Difesa in Civitavecchia und Rom, am 19. Februar 1995 wurde er zum Oberstleutnant befördert. Zurück in Deutschland wurde er beim Heeresamt in Köln als Dezernent in der Abteilung I (Konzeptionelle Grundlagen) eingesetzt.
1997 erhielt er in Rotenburg an der Fulda sein erstes Truppenkommando, als er Kommandeur des Panzergrenadierbataillons 52 wurde. Von dort aus führte ihn sein Weg 1999 zum Führungsstab der Streitkräfte auf der Bonner Hardthöhe, wo er als Referent in der Abteilung VI 3 (Finanzplanung Personal, Infrastruktur) diente. Im Jahr 2001 wechselte er innerhalb des Ministeriums den Dienstposten und wurde erneut Referent, diesmal jedoch beim Führungsstab des Heeres im Zentralreferat des Inspekteur des Heeres (Grundsatzangelegenheiten, Lageentwicklung und Analyse). Es folgte 2003 die Versetzung nach Gelsdorf als Gruppenleiter Landkriegspotenziale im Zentrum für Nachrichtenwesen der Bundeswehr. Am 1. Juni 2003 erfolgte die Ernennung zum Oberst. Bereits im darauffolgenden Jahr kehrte er als Referatsleiter nach Bonn zum Zentralreferat des Inspekteurs des Heeres zurück.

### Generalsverwendungen
Ab Januar 2008 war Liechtenauer mit seinem zweiten Truppenkommando betraut und führte als Kommandeur die Heerestruppenbrigade in Bruchsal. Am 27. August 2008 wurde er zum Brigadegeneral ernannt. Während seines Kommandos absolvierte er von August 2008 bis Februar 2009 seinen ersten Auslandseinsatz, wo er als stellvertretender Chef des Stabes im Hauptquartier KFOR in Priština/Kosovo eingesetzt war.
Ab Mai 2012 war Liechtenauer Abteilungsleiter I im Heeresamt in Köln, welches im zum 27. Juni 2013 in das Amt für Heeresentwicklung umgewandelt wurde. Vom April 2015 war er Chef des Stabes und stellvertretender Amtschef des Amtes, bevor am 26. September 2019 die Leitung der Dienststelle von Generalmajor Reinhard Wolski übernahm. Auf diesem Dienstposten erhielt er Liechtenauer im November 2019 auch die Beförderung zum Generalmajor. Sein Nachfolger wurde am 19. Oktober 2021 Generalmajor Klaus Frauenhoff.

### Auszeichnungen
- Ehrenkreuz der Bundeswehr Silber (28. Februar 1990)
- Ehrenkreuz der Bundeswehr Gold (6. Februar 2002)
- Einsatzmedaille KFOR (6. Februar 2009)

## Privates
Bernhard Liechtenauer ist verheiratet.